# Adopted Child Syndrome
Das Adopted Child Syndrome ist eine umstrittene Erkrankung, die angeblich bei adoptierten Kindern auftritt. Es wird von einigen Wissenschaftlern als eine Unterform der posttraumatischen Belastungsstörung angesehen. Seine Existenz wird besonders von Gegnern der Adoption häufig thematisiert. Die Bezeichnung geht auf David Kirschner zurück. Dieser war jedoch der Meinung, dass das Adopted Child Syndrome nur bei einer kleinen Untergruppe von Individuen und kein generelles Problem adoptierter Kinder ist.
Das Syndrom wird unter anderem in den Büchern der Psychologin Betty Jean Lifton, welche selbst adoptiert ist, beschrieben. Es ist umstritten, ob ein eigenständiges Adopted Child Syndrome existiert. Das Syndrom wird von der American Psychiatric Association nicht anerkannt und ist im DSM IV nicht beschrieben.